# اگنادلو
اگنادلو (به ایتالیایی: Agnadello) یک سکونتگاه مسکونی در ایتالیا است که در استان کریمونا واقع شده‌است.

## خصوصیات
اگنادلو ۱۲ کیلومترمربع مساحت و ۳٬۷۷۶ نفر جمعیت دارد و ۹۴ متر بالاتر از سطح دریا واقع شده‌است.